# Hey! Ladies & Gentlemen
「Hey! Ladies & Gentlemen」（ヘイ・レディース・アンド・ジェントルメン）は、TRFの14枚目のシングル。1996年6月12日にavex traxより発売された。

## 解説
- 今作よりユニット名表記がそれまでの小文字の「trf」から大文字の「TRF」に変更された。
- 表題曲は、東京ビューティーセンター「'96 theレディープロデュース・キャンペーン」CMソングに起用された。
- これまで先入観で全てを理解しようとしていたリスナーにそうじゃない捉え方で感動してもらえるように、ジャケットにメンバーを登場させていない[1]。
- 2006年11月29日に廉価版としてマキシシングルで再発売された。

## 収録曲
| 全作詞・作曲・編曲: 小室哲哉。 |                                           |          |            |      |
| #                              | タイトル                                  | 作詞     | 作曲・編曲 | 時間 |
| 1.                             | 「Hey! Ladies & Gentlemen (RADIO EDIT)」  | 小室哲哉 | 小室哲哉   | 4:41 |
| 2.                             | 「Hey! Ladies & Gentlemen (BUFFALO MIX)」 | 小室哲哉 | 小室哲哉   | 6:50 |
| 3.                             | 「Hey! Ladies & Gentlemen (TV MIX)」      | 小室哲哉 | 小室哲哉   | 4:42 |
| 合計時間:                      | 合計時間:                                 | 16:13    |            |      |

### クレジット
- Produced : 小室哲哉
- Mixed : Eddie Delena

## 収録アルバム
Hey! Ladies & Gentlemen (RADIO EDIT)
- 『WORKS -THE BEST OF TRF-』
- 『TRF 20TH Anniversary COMPLETE SINGLE BEST』